# Gina Lewandowski
Ne doit pas être confondu avec Robert Lewandowski.
Pour les articles homonymes, voir Lewandowski.
Gina Lewandowski est une footballeuse américaine née le 13 avril 1985 à Coopersburg. Elle évolue au poste de défenseur.

## Carrière en club
Gina Lewandowski a commencé sa carrière à l'Université Lehigh où elle a reçu plusieurs récompenses individuelles. Elle a ensuite poursuivi au Northampton Laurels puis au Charlotte Lady Eagles.
Le 22 mai 2007 elle rejoint le 1.FFC Francfort où elle remporte notamment la Coupe féminine de l'UEFA en 2008. Après un prêt au Western New York Flash, elle revient à Francfort pour finir la saison 2011-2012 où elle échoue en finale de la Coupe d'Allemagne et de la Ligue des champions.
Le 14 mai 2012, son transfert est annoncé vers le Bayern Munich.

## Palmarès
Université Lehigh :
- Rookie de l'année de la Patriot League en 2003
- Meilleure joueuse offensive de la Patriot League en 2004 et 2005

 1. FFC Francfort :
- Championnat d'Allemagne (1) :
  - Championne en 2008

- Coupe d'Allemagne (1) :
  - Vainqueur en 2008
  - Finaliste en 2012

- Coupe féminine de l'UEFA/Ligue des champions (1) :
  - Vainqueur en 2008
  - Finaliste en 2012

 Bayern Munich :
- Championnat d'Allemagne (2) :
  - 2015 et 2016

## Note et référence
1. ↑  Germany: Gina Lewandowski to Bayern Munich